# Miagrammopes singaporensis
Espèce
Miagrammopes singaporensis est une espèce d'araignées aranéomorphes de la famille des Uloboridae.

## Distribution
Cette espèce est endémique de Singapour.

## Étymologie
Son nom d'espèce, composé de singapor[e] et du suffixe latin -ensis, « qui vit dans, qui habite », lui a été donné en référence au lieu de sa découverte, Singapour.

## Publication originale
- Kulczyński, 1908 : Fragmenta arachnologica. X. Bulletin international de l'Académie des Sciences de Cracovie, Classe des Sciences Mathématiques et Naturelles, vol. 1908, p. 49-86.